# Preah Ko
Preah Ko (tiếng Khmer: ប្រាសាទព្រះគោ; nghĩa là đền Bò Thiêng) là ngôi đền đầu tiên trong thời kỳ xây dựng thành phố Hariharalaya (cụm di tích này gọi là cụm di tích Roluos), cách thành phố Xiêm Riệp 15 km về phía Đông Nam của di tích Angkor, Campuchia. Ngôi đền này được xây dựng trong thời kỳ Khmer do vua Indravarman I xây năm 879, là ngôi đền Hindu giáo thờ thần Shiva.

## Từ nguyên
Preah Ko là tên gọi cụm di tích là các đền thờ nằm ở trung tâm kinh thành. Sau khi chuyển kinh đô về Bakheng, kinh thành chính thức chìm vào quên lãng.

## Lịch sử

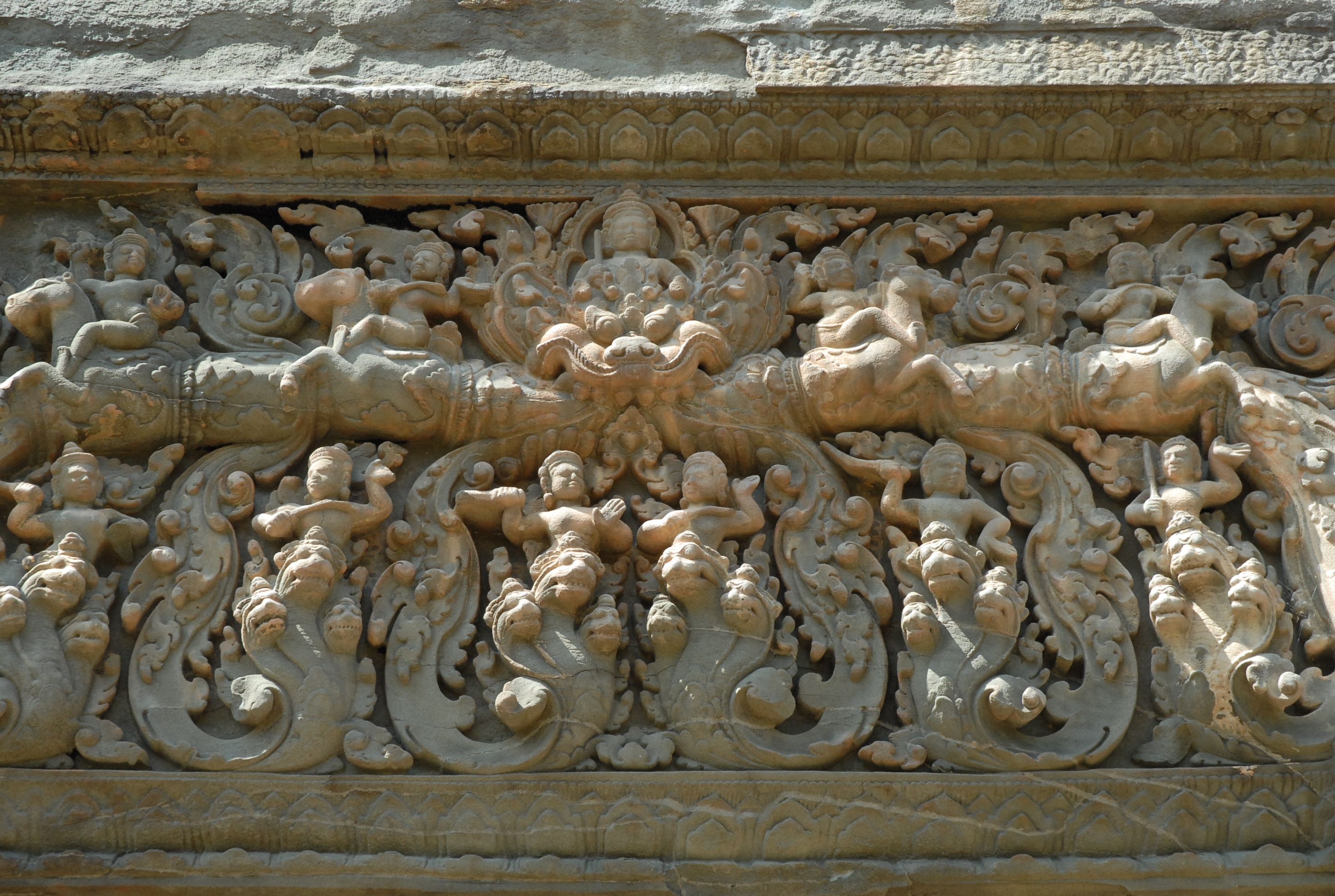
Preah Ko được biết đến bởi vẻ đẹp và sự tinh tế của các tác phẩm điêu khắc. Thanh đà bằng đá này mô tả các chiến binh đang cưỡi nāga và một nữ thần đang cưỡi một con kāla.

Sau khi vua Jayavarman II lập vương quốc vào năm 683, ông đầu tư xây dựng kinh đô Hariharalaya. Indravarman I là con của Jayavarman II. Khi Induralyaluh II lên ngôi, ông sai người xây dựng đền Preah Ko và sau này là các đền thờ Bakong.

## Miêu tả
Preah Ko bao gồm sáu tháp gạch được xếp thành hai hàng, mỗi hàng ba tháp, mỗi tháp được đặt trên một bệ đá. Các tháp mặt đông và tháp phía trước tại trung tâm là tháp cao nhất. Ngọn tháp phía trước tại trung tâm được dành cho Jayavarman II, người sáng lập đế chế Khmer. 
. Ngọn tháp bên trái được dành cho Prithivindreshvara, cha của vua Indravarman; tháp bên phải cho Rudreshvara, ông nội vua. Ba tháp phía sau dành cho các vợ của ba vị này. Các tháp trung tâm đều mang hình ảnh thần Shiva của Hindu.

## Tình trạng
Các tháp bị hư hại nghiêm trọng, hiện nay công trình này là một trong các công trình ít được du khách tham quan nhất vì cách xa trung tâm. Hiện nay di tích đang trong giai đoạn trùng tu.